# Flexión esviada
La flexión compuesta es un tipo de solicitación de una viga o un prisma mecánico sometido a un momentos flectores con componente diferente de cero sobre las dos direcciones principales de tal manera que la dirección de la fibra neutra no coincide con ningún plano principal de inercia. En una pieza sometida a flexión compuesta la tensión normal se puede estimar por la fórmula de Navier:

{\displaystyle \sigma (x,y,z)={\frac {N_{x}(x)}{A}}+{\frac {M_{y}(x)}{I_{y}}}z-{\frac {M_{z}(x)}{I_{z}}}y}

donde:
{\displaystyle N_{x},M_{y},M_{z}}, son respectivamente el esfuerzo axial y los momentos flectores que actúan sobre una sección dada por la coordenada x.
{\displaystyle A,I_{y},I_{z}}, son características geométricas de la sección: área y segundos momentos de área respecto a ejes principales.
La ecuación anterior sólo puede usarse si se están usando ejes principales para los segundos momentos de área, si se emplean ejes cualesquiera no necesariamente principales la fórmula completa es:

{\displaystyle \sigma (x,y,z)={\frac {N_{x}(x)}{A}}+{\frac {zI_{z}-yI_{yz}}{I_{z}I_{y}-I_{yz}^{2}}}M_{y}(x)-{\frac {yI_{y}-zI_{yz}}{I_{z}I_{y}-I_{yz}^{2}}}M_{z}(x)}

Donde:
{\displaystyle I_{y},I_{z}\;} son los segundos momentos de área (momentos de inercia) según los ejes Y y Z (cualesquiera).
{\displaystyle I_{yz}\;} es el momento de área mixto o producto de inercia según los ejes Z e Y.
{\displaystyle M_{y}(x),M_{z}(x)\;} son los momentos flectores según las direcciones Y y Z, que en general varíarán según la coordenada x.
{\displaystyle N_{x}(x)\;} es el esfuerzo axial a lo largo del eje.
También se dice que una sección se encuentra en un estado de flexión esviada o flexión sesgada cuando no se conoce a priori la dirección de la fibra neutra. Esta situación se llama flexión compuesta cuando además de momento flector incluye la concurrencia de esfuerzo axial según el Eurocódigo 3.
En este caso se provoca una excentricidad de cargas que produce un momento flector (axialidad por excentricidad) y la resistencia de la sección es menor que en el caso contrario.